# (74262) 1998 SO87
(74262) 1998 SO87 – planetoida z pasa głównego asteroid okrążająca Słońce w ciągu 4,66 lat w średniej odległości 2,79 j.a. Odkryta 26 września 1998 roku.